# Malsch (okrug Karlsruhe)
Malsch je općina u njemačkoj pokrajini Baden-Württemberg, u okrugu Karlsruhe. Nalazi se na krajnjem jugu okruga, na rubu Schwarzwalda.

## Stanovništvo
Malsch, koji krajem 2007. ima 14.474 stanovnika, sastoji se od četiri naselja: Sulzbacha, Waldprechtsweiera, Völkersbacha i Neumalscha.
| Malsch (okrug Karlsruhe): kretanje broja stanovnika između 1623. i 2007. |  |       |        |
| 1623.                                                                    |  | 1648. | 2007.  |
| 1400                                                                     |  | 300   | 14.474 |
|                                                                          |  |       |        |

## Ugovori o partnerstvu
- Sézanne, Francuska
- Dinuba, Kalifornija, SAD
- Sycow, Poljska

## Poznate osobe
- Jens Nowotny, bivši njemački nogometaš, rođen 1974. u Malschu

## Vanjske poveznice
- Službena stranica (njem.)

### Ostali projekti
|  | Zajednički poslužitelj ima još gradiva o temi Malsch |